# Parco nazionale storico di Trakai
Il parco nazionale storico di Trakai (in lituano Trakų istorinis nacionalinis parkas) è un parco nazionale della Lituania e comprende un'area di 8.149 ettari, attorno alla città di Trakai, un tempo capitale del Granducato di Lituania, a circa 25 km a ovest della capitale Vilnius. Istituito nel 1992, è l'unico parco nazionale storico d'Europa.
Il sito è stato candidato alla lista dei patrimoni dell'umanità dell'UNESCO.

## Descrizione

### Natura
Il parco si estende in una zona ricca di laghi tra colline di origine glaciale. Tra i 32 laghi presenti all'interno dell'area protetta, tra questi si citano Galvė, Skaistis, Totoriškės e Luka, tutti collegati tra di loro tramite canali. Galvė è il maggiore tra i laghi e conta 21 isole al suo interno.
Dal punto di vista naturalistico il parco è noto per la foresta Kudrionys e le zone umide di Plomėnų e Varnikai, popolate di diverse specie di mammiferi e uccelli. Le paludi di Plomėnų ospitano diversi uccelli acquatici e una numerosa colonia di gabbiani comuni, oltre che numerose specie di piante protette.
Il parco è particolarmente rinomato per i paesaggi pittoreschi, soprattutto sulla riva settentrionale del lago Galvė.

### Patrimonio storico
Il sito include molti dei patrimoni storici della Lituania. Nel XIV secolo l'area fu scelta dal granduca Gediminas per spostare la capitale del ducato e vi costruì l'insediamento di Senieji Trakai ("vecchia Trakai" in lituano) e il vecchio castello della penisola di Trakai, ancora ben preservati e visitabili.
Il più conosciuto castello di Trakai, situato su un'isola del lago Galvė, fu iniziato dal figlio di Gediminas, Kęstutis, come estensione e del primo castello ma fu portato a termine solo nel XV secolo.
Il palazzo Užutrakis risale invece al XIX secolo e fungeva da residenza della facoltosa famiglia polacco-lituana Tyszkiewicz. L'edificio ospita un museo che raccoglie arredamenti e oggetti risalenti al periodo in cui Trakai, perso lo stato di capitale, rimase comunque un importante centro culturale in quanto capitale del ducato di Trakai e poi del Voivodato di Troki.
La sinagoga caraita di Trakai, costruita nei primi anni del XX secolo, è una delle ultime kenesse dell'ex-Impero russo.

## Galleria d'immagini

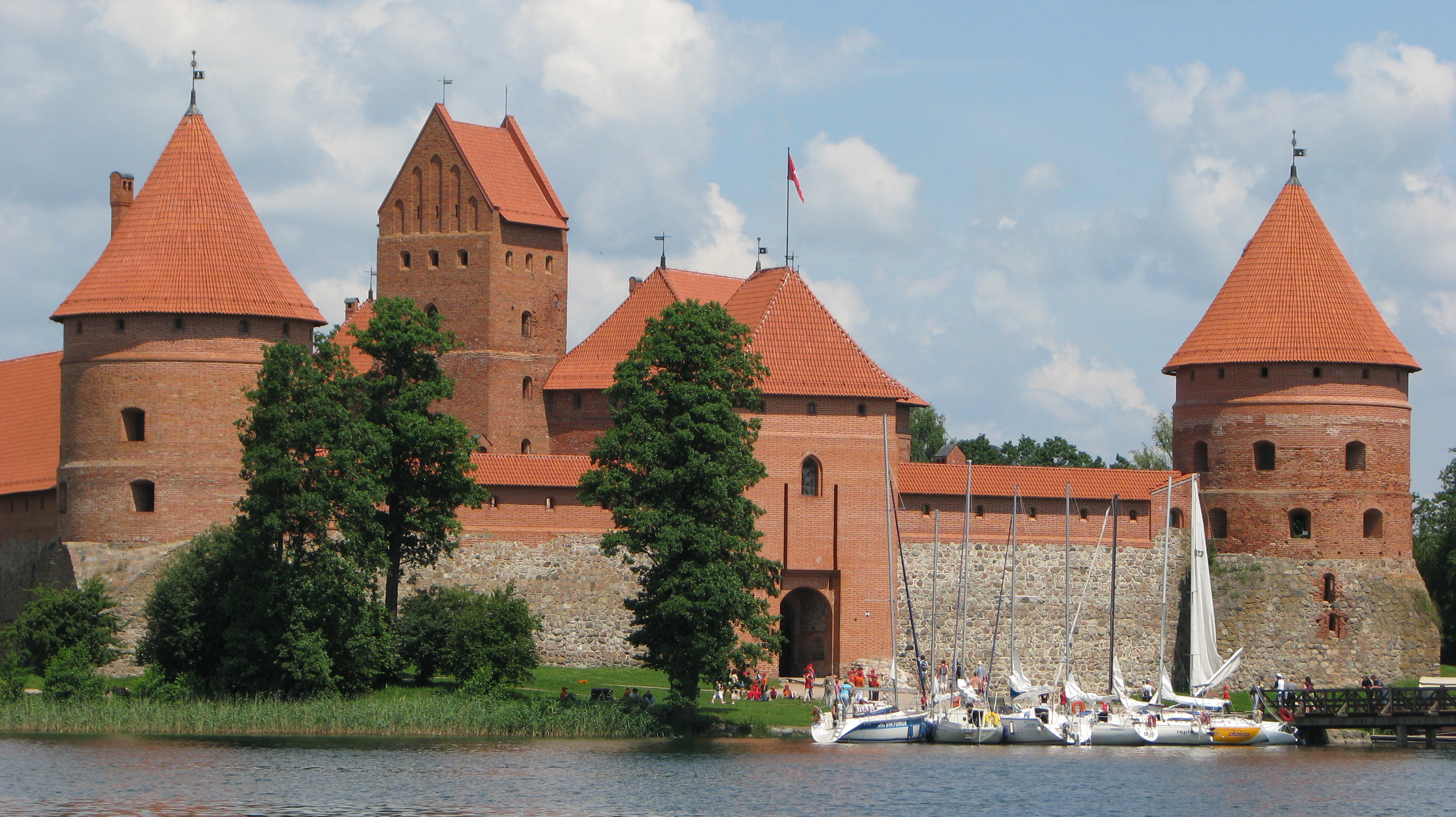
Il castello di Trakai.
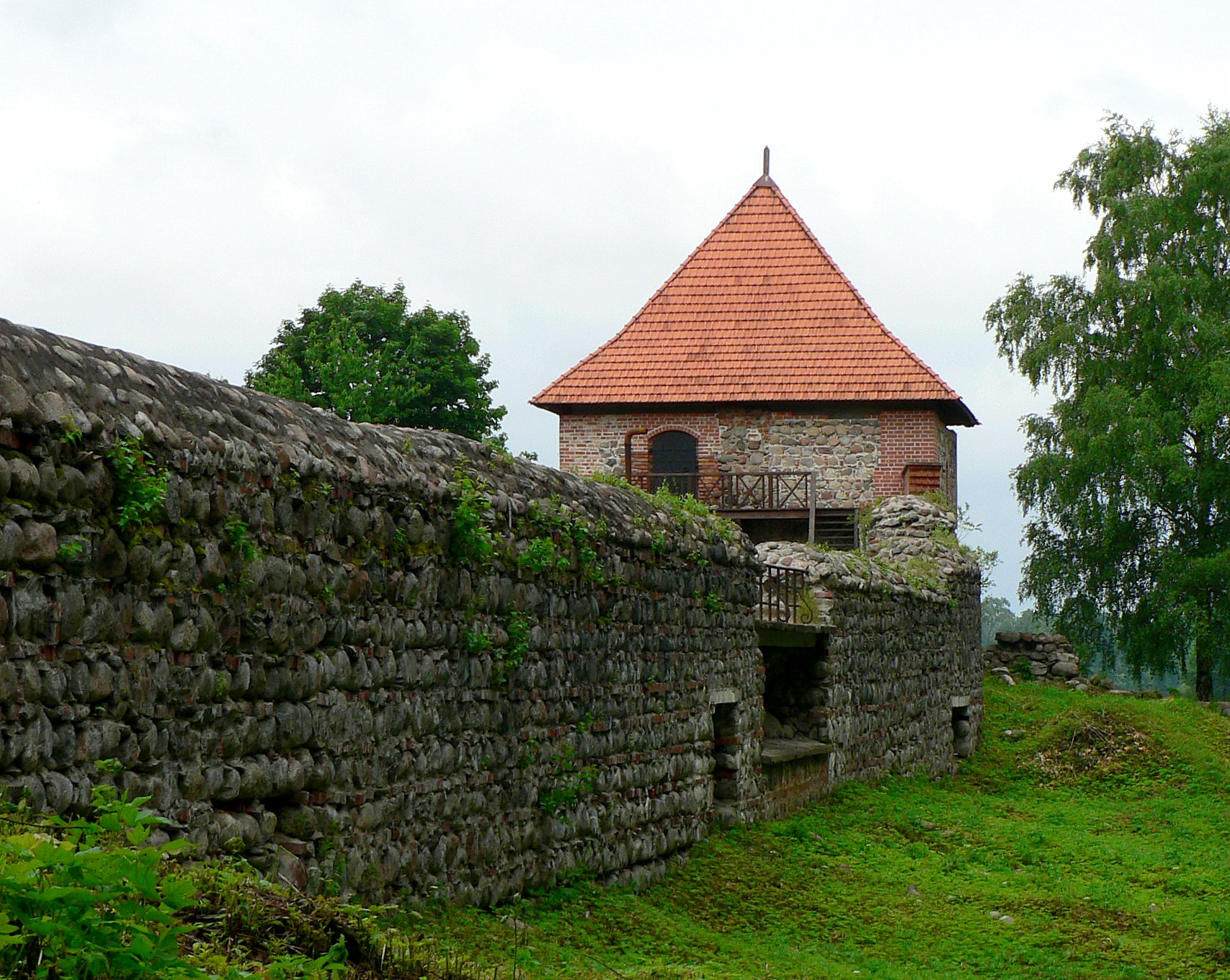
Il vecchio castello della penisola di Trakai.
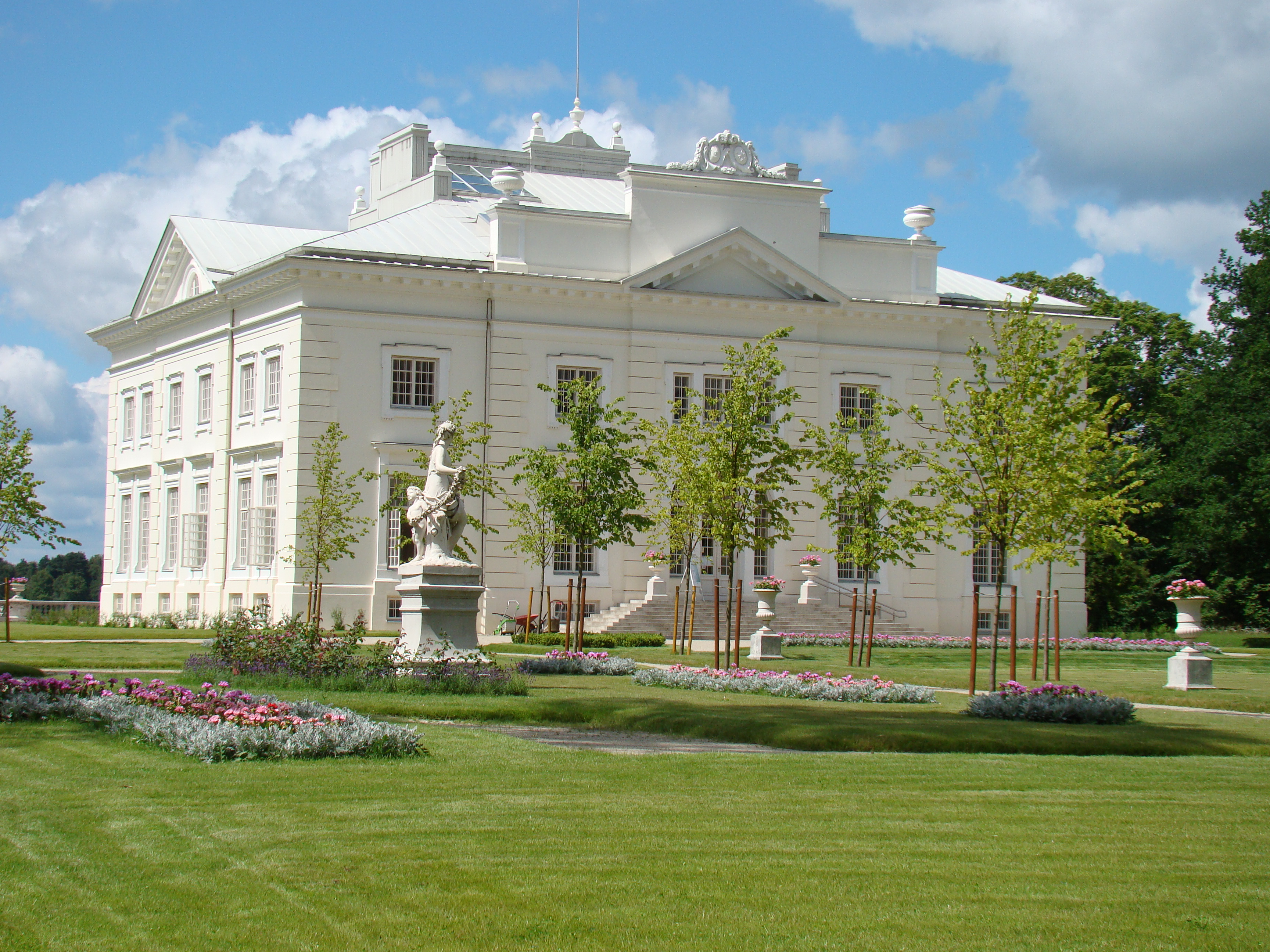
Il palazzo Užutrakis.
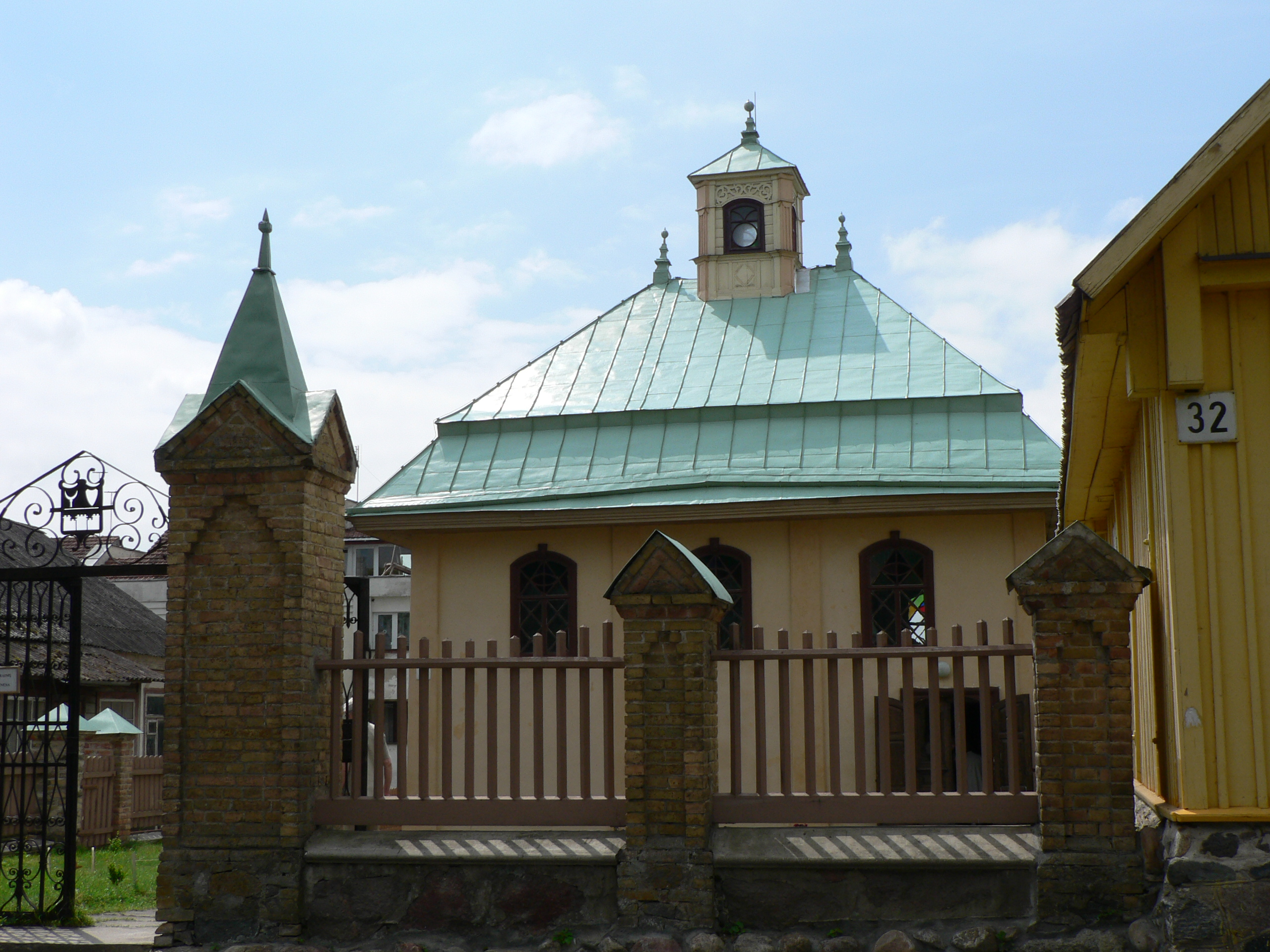
La sinagoga caraita di Trakai.
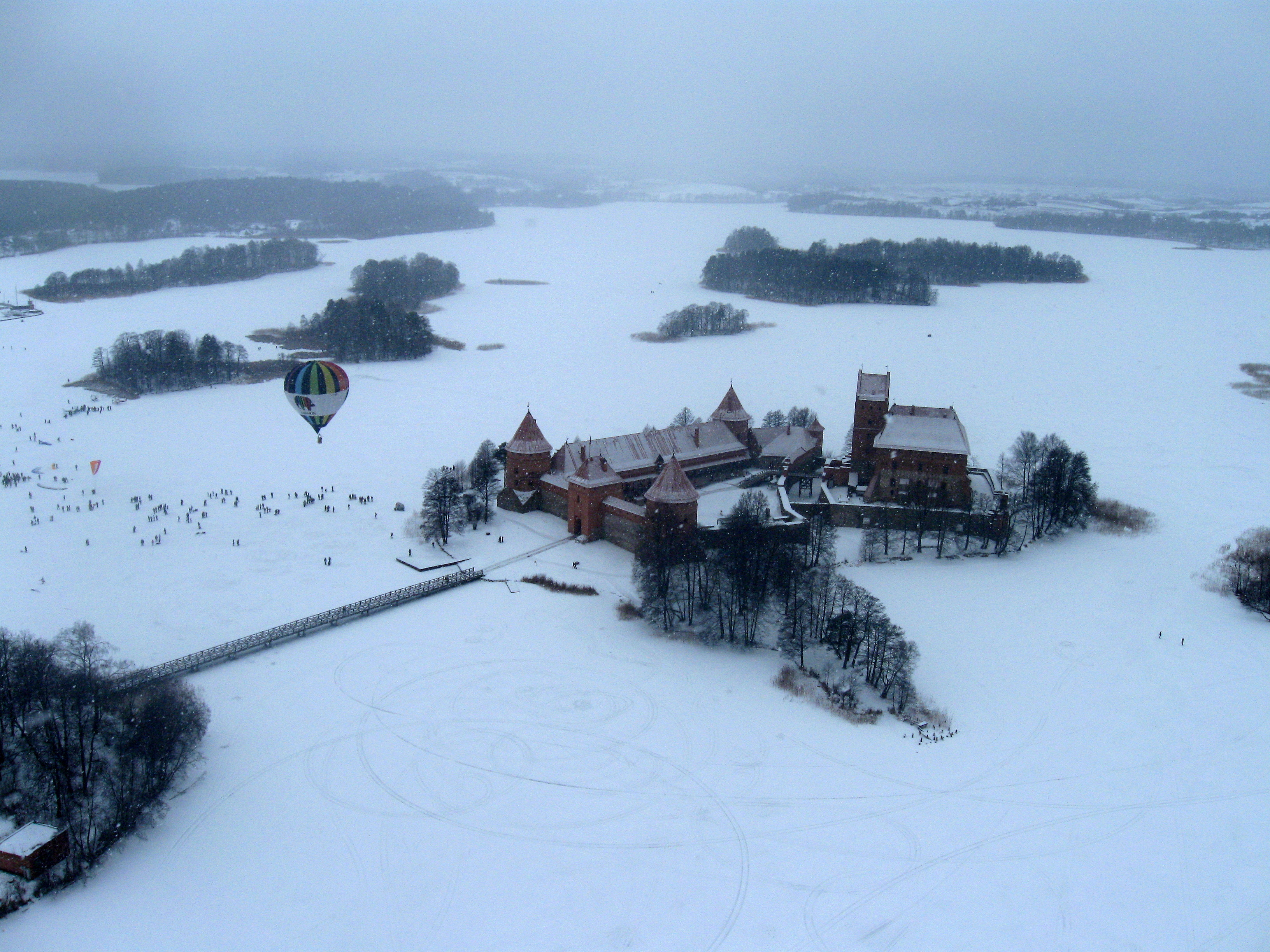
Immagine aerea del castello di Trakai d'inverno.